# Evangelos Rallis
Evangelos Rallis (1874-?) fue un tenista griego que compitió en los Juegos Olímpicos de Atenas de 1896.
Rallis disputó el torneo individual y el de dobles, del programa de tenis. En la primera ronda del torneo individual, derrotó a su compatriota Demetrios Petrokokkinos. En cuartos de final se enfrentó con el británico John Pius Boland, cayendo derrotado por quien conseguiría la medalla de oro.
En el torneo de dobles, Rallis y Petrokokkinos volvieron a enfrentarse. Rallis formando pareja con Konstantinos Paspatis, cayó derrotado por Petrokokkinos, que formó pareja con Dionysios Kasdaglis.